# Ambrosiu Dimitrovici
Ambrosiu Dimitrovici (n. 20 iulie 1838, Cernăuți - d. 3/15 iulie 1866, Cernăuți) a fost un publicist român, membru fondator al Societății Academice Române ( 22 apr. 1866). 